# Henryk Dziwak
Henryk Dziwak, niem. Heinrich der Wunderliche (ur. 1267 r., zm. 7 września 1322 r.) – wspólnie z braćmi książę Brunszwiku od 1279 r., po podziale w 1286 r. samodzielny książę na Grubenhagen, z dynastii Welfów.

## Życiorys
Henryk był najstarszym spośród synów księcia Brunszwiku Albrechta I Wielkiego i Alessiny, córki margrabiego Montferratu Bonifacego II. Wraz z dwoma innymi braćmi, którzy przeżyli ojca, Albrechtem II Tłustym i Wilhelmem (kolejny, Luther został poświęcony karierze duchownej i później został wielkim mistrzem zakonu krzyżackiego) został następcą ojca po jego śmierci w 1279 r. Ponieważ jednak wszyscy bracia byli niepełnoletni, początkowo opiekuńcze rządy sprawowała matka wraz ze stryjem Konradem, biskupem Verden. Wkrótce opiekę nad braćmi przejął Henryk.
Uznanie braci za pełnoletnich doprowadziło do podziału księstwa brunszwickiego w 1286 r. – każdy z nich objął samodzielne rządy w jednej z jego części. Henrykowi przypadła część księstwa z siedzibą na zamku Grubenhagen (obejmowała m.in. część Harzu z kopalniami srebra). Zgodnie z układem z 1286 r. bracia niektóre decyzje mieli podejmować wspólnie, jednak między Henrykiem i młodszym Albrechtem często dochodziło do sporów i kłótni, a nawet wojen (w 1288 r. i 1291 r. przeciwko Henrykowi wystąpili obaj bracia).
Gdy w 1292 r. zmarł nie pozostawiający synów Wilhelm, powstał spór między Henrykiem i Albrechtem o jego dziedzictwo, w szczególności o główne miasto księstwa, Brunszwik. Doszło do walk w samym mieście, działały dwie konkurencyjne rady miejskie. Początkowo przewagę w sporze osiągnął Henryk, ale Albrecht zdołał dostać się do miasta i pokonać zwolenników Henryka, a jego samego wyprzeć z Brunszwiku. Ostatecznie bracia zdołali porozumieć się co do podziału dziedzictwa po Wilhelmie, przy czym to Albrecht objął władzę w samym Brunszwiku, do którego się przeniósł.
Ponadto Henryk toczył także liczne spory z innymi ościennymi władcami, w szczególności biskupami Moguncji, Magdeburga i Hildesheimu czy książętami Lüneburga. Próbował opanować także palatynat saski, szczególnie po wymarciu brandenburskiej linii dynastii askańskiej.
Choć Henryk miał wojowniczy charakter i podczas swych rządów skupiał się na waśniach z sąsiadami, a nie dobrobycie swego państwa, był też księciem bardzo pobożnym, czynił liczne nadania Kościołowi. 

## Rodzina
Henryk zapoczątkował linię książąt brunszwickich na Grubenhagen, która wygasła dopiero w 1596 r. Był żonaty z Agnieszką, córką landgrafa Turyngii, margrabiego Miśni i palatyna saskiego Albrechta II Wyrodnego z dynastii askańskiej. Ze związku tego pochodziło szesnaścioro dzieci:
- Allessina (1282?-1312?), żona Fryderyka, hrabiego Beichlingen-Rotenburg,
- Otto (1283?-1305/1309),
- Albrecht (1284?-1341), komtur w zakonie krzyżackim,
- Adelajda (1285-1320), żona Henryka Karynckiego, księcia Karyntii i hrabiego Tyrolu (wcześniejszego króla Czech),
- Bonifacja (1286-po 1309/1312)
- Agnieszka (ok. 1287-1332?), zakonnica,
- Henryk II (1289-1351), książę Brunszwiku-Duderstadt,
- Fryderyk (ok. 1291-1320/1323),
- Adelajda-Irena (ok. 1293-1324), żona Andronika III Paleologa, późniejszego cesarza Bizancjum,
- Konrad (ok. 1294-1320?)
- Mechtylda (ok. 1295-1344?), żona Jana II, hrabiego Werle,
- Ernest I (ok. 1297/ok. 1305-1361), książę Brunszwiku-Salzderhelden,
- Wilhelm (ok. 1298-1360), książę Brunszwiku-Herzberg-Lauenburg,
- Ryszarda (ok. 1300-1332), zakonnica,
- Małgorzata (?-1312),
- Jan (po 1300-1367), ksiądz.